# Villa Vicentini Breda Beretta
Villa Vicentini Breda Beretta è una villa veneta di Vittorio Veneto, ubicata a Serravalle presso la pieve di Sant'Andrea di Bigonzo.

## Storia
Edificata nel XIX secolo, riporta il nome dei proprietari che l'hanno posseduta nel corso del secolo, fino a metà Novecento, quando, per via ereditaria, è passata alla parrocchia di Sant'Andrea, di cui è casa canonica.

## Descrizione
Inserita in un complesso di edifici più recenti, Villa Vicentini è una struttura in stile neoclassico, alta tre piani e di modeste dimensioni.
La facciata si mostra tripartita, con una parte centrale di poco sporgente e terminata da un piccolo frontone. La forometria è costituita da monofore quadrangolari, eccetto nella sezione centrale, dove si aprono il portale, inserito in una superficie a bugnato, e, al piano nobile, una monofora a tutto sesto con balaustra, posta tra due lesene di ordine ionico.